# Усть-Чёмский сельсовет
Усть-Чёмский сельсовет — сельское поселение в Искитимском районе Новосибирской области Российской Федерации.
Административный центр — село Усть-Чём.

## История
Статус и границы сельского поселения установлены законом Новосибирской области от 2 июня 2004 года № 200-ОЗ «О статусе и границах муниципальных образований Новосибирской области».

## Население
| 2002 | 2010 | 2012  | 2013  | 2014  | 2015 | 2016 |
| ---- | ---- | ----- | ----- | ----- | ---- | ---- |
| 1305 | ↘988 | ↗1013 | ↗1036 | ↘1000 | ↘973 | ↘945 |
| 2017 | 2018 | 2019  | 2020  | 2021  |      |      |
| ↗952 | ↘942 | ↘934  | ↘921  | ↘893  |      |      |

## Состав сельского поселения
| № | Населённый пункт | Тип населённого пункта       | Население |
| - | ---------------- | ---------------------------- | --------- |
| 1 | Мосты            | село                         | ↘332      |
| 2 | Усть-Чём         | село, административный центр | ↘526      |
| 3 | Харино           | деревня                      | ↘130      |